# Sporophile variable
Sporophila corvina
Espèce
Statut de conservation UICN

 LC  : Préoccupation mineure
Le Sporophile variable (Sporophila corvina) est une espèce de passereau appartenant à la famille des Thraupidae.

## Répartition
Cet oiseau vit du sud du Mexique jusqu'en Équateur au nord-ouest de l'Amérique du Sud.

## Habitat
Cette espèce habite les prairies, les champs, les jardins, les lisières et les zones semi-ouvertes du niveau de la mer à 1 600 m d'altitude.

## Alimentation
Le Sporophile variable consomme des graines, de petits fruits et des insectes.

## Sous-espèces
Cet oiseau est représenté par 4 sous-espèces :
- Sporophila corvina corvina du littoral atlantique de l'est du Mexique à l'ouest du Panama ;
- Sporophila corvina ophthalmica du littoral pacifique du sud-ouest de la Colombie, de l'Équateur et du nord-ouest du Pérou ;
- Sporophila corvina hoffmanni sur le littoral pacifique du sud du Costa Rica et de l'ouest du Panama ;
- Sporophila corvina hicksii du littoral pacifique du Panama et de la Colombie mais aussi du littoral atlantique de l'est du Panama.